# Азербејџан на Европском првенству у атлетици на отвореном 2016.
Азербејџан је учествовао на 23. Европском првенству 2016. одржаном у Амстердаму, Холандија, од 6. до 10. јула. Ово је пето европско првенство у атлетици на отвореном на којем је Азербејџан учествовао. Репрезентацију Азербејџана представљало је 5 такмичара (3 мушкарца и 2 жене) који су се такмичили у 5 дисциплина (3 мушке и 2 женске).
На овом првенству представници Азербејџана су освојили једну медаљу и то бронзану. У укупном пласману Азербејџан је делио 27. место. У табели успешности према броју и пласману такмичара који су учествовали у финалним такмичењима (првих 8 такмичара) Азербејџан је са 2 учесника у финалу заузео 30. место са 9 бодова.
| Плас. | Земља      | 1. место | 2. место | 3. место | 4. место | 5. место | 6. место | 7. место | 8. место | Бр. финал. | Бод. |
| ----- | ---------- | -------- | -------- | -------- | -------- | -------- | -------- | -------- | -------- | ---------- | ---- |
| 30.   | Азербејџан | 0        | 0        | 1        | 0        | 0        | 1        | 0        | 0        | 2          | 9    |

## Освајачи медаља

### Бронза
- Хана Скидан — Бацање кладива

## Учесници
| Мушкарци: - Хајле Ибрахимов — 5.000 м - Еванс Киплагат — Полумаратон - Назим Бабајев — Троскок | Жене: - Анастасија Комарова — 800 м - Хана Скидан — Бацање кладива |  |

## Резултати

### Мушкарци
| Атлетичар       | Дисциплина  | Лични рекорд | Квалификације | Квалификације | Финале               | Финале      | Детаљи |
| Атлетичар       | Дисциплина  | Лични рекорд | Резултат      | Место         | Резултат             | Место       | Детаљи |
| --------------- | ----------- | ------------ | ------------- | ------------- | -------------------- | ----------- | ------ |
| Хајле Ибрахимов | 5.000 м     | 13:09,17 НР  |               |               | 13:42,20             | 6 / 19 (20) |        |
| Еванс Киплагат  | Полумаратон | 59:56        | 1:05:01       | 19 / 84 (93)  |                      |             |        |
| Назим Бабајев   | Троскок     | 17,04        | 16,06         | 11. у гр. Б   | Није се квалификовао | 23 / 27     |        |

### Жене
| Атлетичарка         | Дисциплина     | Лични рекорд | Квалификације   | Квалификације | Полуфинале  | Полуфинале | Финале                | Финале  | Детаљи |
| Атлетичарка         | Дисциплина     | Лични рекорд | Резултат        | Место         | Резултат    | Место      | Резултат              | Место   | Детаљи |
| ------------------- | -------------- | ------------ | --------------- | ------------- | ----------- | ---------- | --------------------- | ------- | ------ |
| Анастасија Комарова | 800 м          | 2:02,50 НР   | 2:04,60 кв, ЛРС | 5. у гр. 5    | 2:03,32 ЛРС | 8. у гр. 2 | Није се квалификовала | 20 / 32 |        |
| Хана Скидан         | Бацање кладива | 73,87 НР     | 70,41 КВ        | 2. у гр. Б    |             |            | 73,83                 |         |        |